# Игумен
Игу́мен (м. р. греч. ἡγούμενος — «руководитель, идущий впереди, ведущий», от ηγεομαι — «руководить, направлять», ж. р. игу́менья) — духовный сан в Православной церкви, настоятель (руководитель, начальник) православного монастыря.
В ряде поместных церквей является иерархической наградой. В Русской православной церкви был иерархической наградой до 2011 года.
Игумен, принявший великую схиму, называется «схиигуменом».

## История
Изначально игумен не обязательно был священником, позже их стали избирать только из числа иеромонахов либо посвящать избранного игуменом монаха в пресвитера.
В 1764 году, в ходе секуляризационной реформы русские монастыри были распределены по трём классам; главу монастыря третьего, низшего класса стали называть «игуменом». Отличие его от архимандрита (настоятеля монастыря первого или второго класса) заключалось в том, что при богослужениях он облачается в простую монашескую мантию и набедренник, тогда как архимандрит облачается в мантию со «скрижалями», наперсный крест, палицу и митру.
При православных монастырях были детские приюты, дети которых получали фамилию Игуменовы (Игумновы). Такая фамилия берёт своё начало от покровительства игумена монастыря над сиротами, детьми погибших героев Отечества, которые имели охранную грамоту от игумена. Их называли «неприкосновенными», «игуменовыми».
В связи с тем, что общее число монастырей сильно сократилось, сан игумена стал наградой для монашествующего духовенства (сан соответствовал протоиерею в «белом духовенстве») и не обязательно связывался с управлением монастырём. Данная практика закрепилась в XX веке, когда после революции были закрыты практически все монастыри в СССР, а после Великой Отечественной войны действовало незначительное их число. Только игумен, являвшийся начальником монастыря, обладал правом ношения посоха.
В 2011 году Архиерейский собор Русской православной церкви, приняв предложение патриарха Кирилла, отменил впредь сан игумена как иерархическую награду и постановил посвящать в игумены не только иеромонахов, но и архимандритов и даже архиереев, если они вступают в управление монастырём. Одновременно с саном игумена должен быть вручён посох. При оставлении должности настоятеля (наместника) монастыря звание игумена будет сохранено за человеком в память о понесённых трудах. Чин поставления в игумены содержится в «Чиновнике». Награждённым саном игумена до 2011 года и не являющимся настоятелями монастырей это звание оставлено. По словам епископа Саввы (Тутунова): «Теперь „игуменами“ называют всех руководителей монастырей и только их. Ещё остаётся некоторое количество священников, названных „игуменами“ в дореформенный период, но это исчезающий вид наградного титулования».